# Уфук Гюлдемир
Уфук Гюлдемир (на турски: Ufuk Güldemir) е турски журналист и писател.

## Биография
Роден е на 10 септември 1956 г. в град Елязъг, Турция. Завършва катедрата по английски език и литература във факултета по езици, история и география на Американския колеж Кайсери към Анкарския университет. Получава стипендия и учи в Института по журналистика в Западен Берлин, Федерална република Германия.
През 1976 г. постъпва на работа във вестник Hür Anadolu в Анкара и работи за вестник Dünya (1978), агенция „Тюрк нюз“ (1979) и в бюрото на вестник „Джумхуриет“ в Анкара (1981 – 1985). През 1985 г. е на стаж със стипендия във вестниците „Ю Ес Ей Тъдей“ и „Вашингтон Поуст“ в САЩ. След завръщането си той е назначен за ръководител на Истанбулската служба за новинарски изследвания на вестник „Джумхуриет“ (1986).
Става известен с книгите си, разглеждащи външнополитическите проблеми на Турция след 12 септември 1980 г. По-късно работи като главен редактор на частни телевизионни канали. През 1982 г. става носител на наградата за новини „Бюлент Дикменер“ и няколко пъти на наградата на Асоциацията на съвременните журналисти. През 1986 г. печели наградата за рецензия на Съюза на писателите в Турция с книгата си „В сянката на бунтовниците“.
През 1992 г. се завръща в Турция и работи като директор на новините и главен редактор в телевизионните канали Show TV (1992 – 1996) и Star TV (1996 – 2000) и като генерален главен редактор на вестник „Милиет“ през 1995 г. Премахнат е от поста си като главен редактор на вестник „Сабах“, тъй като заглавието на началната му страница, което той подготвя, засяга правителството по онова време. През ноември 1999 г. Уфук Гюлдемир създава първия турски интернет портал за новини – haberturk.com. През 2001 г. създава вестник „Хабертюрк“, „Хабертюрк ТВ“ и „Хабертюрк радио“ и се отдава на журналистиката. През декември 2006 г. заедно със своя партньор Мелих Мерич основава Yaban TV, първия турски канал за лов и риболов.
На 7 юни 2007 г. е приет в международната болница в Истанбул, след като известно време е бил лекуван от рак на панкреаса. Умира на 10 юни 2007 г. в Истанбул.